# Кисельки
Кисельки́ (бел. Кісялькі) — деревня в составе Сухаревского сельсовета Могилёвского района Могилёвской области Республики Беларусь.

## Фотогалерея

## Население
- 2010 год — 47 человек